# Dr. No (film)
Dr. No is de eerste James Bondfilm die geproduceerd is door EON Productions. De film is gebaseerd op het boek Dr. No van Ian Fleming. De film werd uitgebracht in 1962 en geproduceerd door Albert R. Broccoli en Harry Saltzman. De film kwam uit tijdens de Cubacrisis en President John F. Kennedy zou over de film gezegd hebben: I wish I had James Bond on my staff. Dit leidde er mede toe dat de film een groot succes werd. De film bleek een trendsetter en vele regisseurs zouden het concept van een gentleman spion die het opneemt tegen een megalomane schurk in een schuilplaats overnemen.
Sean Connery speelde James Bond en Ursula Andress was de bondgirl. De titel verwijst naar de schurk in het verhaal, die in de film wordt gespeeld door Joseph Wiseman. In Nederland werd de film op 31 januari 1963 uitgebracht onder de naam: James Bond 007 contra dr. No.

## Verhaal
Drie mannen – die "de drie blinde muizen" worden genoemd omdat ze zich als blinden voordoen – vermoorden op Jamaica de plaatselijke contactpersoon van de SIS, John Strangways, en zijn secretaresse.  Strangways was samen met de CIA bezig met een onderzoek naar een mysterieuze stoorzender waarmee de lanceringen op Cape Canaveral worden gesaboteerd. 
Hierna verplaatst de film zich naar Londen. Bond leert in het casino Sylvia Trench kennen tijdens een spelletje baccarat chemin de fer. Dan wordt hij opgeroepen om bij M te verschijnen. Tijdens het gesprek wordt duidelijk dat Bond van niemand onder de indruk is, behalve van M. 
Bond wordt naar Jamaica gestuurd om de moorden te onderzoeken. Bij aankomst op Norman Manley International Airport blijkt hij door verschillende mensen geschaduwd te worden. Een fotografe probeert foto's van Bond te maken. De chauffeur van Bond − die hem naar het Government House moet brengen − blijkt ook in het complot te zitten, maar wanneer Bond hem ontmaskert weigert hij te praten en pleegt zelfmoord met een cyanidecapsule. Bond legt vervolgens contact met een aantal vrienden van Strangways en zij vertellen hem over een visser genaamd Quarrel waar Strangways mee samenwerkte. Bond zoekt Quarrel op, maar de twee vertrouwen elkaar niet. Wanneer Quarrel even later door Bond gevolgd wordt, raken de twee in gevecht waarna CIA-agent Felix Leiter − een van de mannen door wie Bond werd geschaduwd − ingrijpt en uitlegt dat ze alle drie aan dezelfde kant staan. Vervolgens vertelt Leiter over Dr. Julius No, die een bauxietmijn heeft op het nabijgelegen en zwaar beveiligde eiland Crab Key. Deze Dr. No zou mogelijk iets met de storingen te maken hebben. Verder zou er op het eiland een draak leven waardoor niemand het eiland durft te bezoeken.
Bond probeert inlichtingen te vinden over deze Dr. No en gaat praten met Professor Dent, een van de vrienden van Strangways. Dent vertelt dat Strangways mineralen heeft verzameld rondom Crab Key en Dent heeft deze onderzocht. Hier bleek echter niks bijzonders mee aan de hand te zijn. Dent vertrekt vervolgens in het geheim naar Crab Key en krijgt hier opdracht om Bond te doden door een giftige spin los te laten in zijn hotelkamer. Bond weet de spin onschadelijk te maken.
Bond gaat verder met zijn onderzoek. Hij bezoekt de gouverneur en vraagt naar het dossier over Dr. No. Helaas blijkt zijn secretaresse, Miss Taro, dit dossier kwijtgeraakt te zijn. Even later blijkt ook nog dat Miss Taro het tweetal afluistert. Bond vraagt haar mee uit, maar onderweg naar haar wordt hij achternagezeten door de drie blinde muizen in een begrafenisauto. De blinde muizen rijden tijdens de achtervolging het ravijn in. Miss Taro is duidelijk verbaasd als Bond levend bij haar aan de deur verschijnt. De twee gaan met elkaar naar bed waarna hij haar uitlevert aan de politie. Hierna wacht Bond in haar huis totdat professor Dent binnensluipt om zowel Bond als Taro te vermoorden. Na Dent verhoord te hebben doodt Bond hem.
Dezelfde avond nog gaan Quarrel en Bond naar Crab Key om de situatie te onderzoeken. Na op het strand overnacht te hebben ontmoeten ze Honey Ryder, een jonge vrouw die het eiland vaker bezoekt om schelpen te zoeken. Vervolgens wordt het drietal vanaf zee beschoten en vluchten ze landinwaarts. 's Avonds worden ze in een moeras aangevallen door de "draak", die een tank met een vlammenwerper blijkt te zijn. Quarrel wordt levend verbrand en Bond en Honey worden gevangengenomen.
Aangekomen bij het hoofdkwartier van Dr. No worden ze ondergebracht in een soort hotelkamer. Daar worden ze verdoofd door een slaapmiddel in hun koffie. Hierna is Dr. No voor het eerst te zien, maar zijn hoofd verschijnt nog niet in beeld. Later worden ze uitgenodigd voor een diner. Dr. No biedt Bond aan om voor zijn geheime wetenschappelijke organisatie, SPECTRE, te komen werken. Bond weigert en na wat wederzijdse beledigingen beëindigt Dr. No het diner. Hij wordt weggeroepen om de volgende raketlancering van Cape Canaveral te verstoren, terwijl Bond in elkaar wordt geslagen en in een cel gegooid. 
Bond ontsnapt en dringt binnen in de reactorkamer, waar hij (vermomd als reactormedewerker) de kernreactor oververhit laat raken. Er volgt een confrontatie met Dr. No. waarbij Bond de geleerde in het kokende koelwater van de reactor gooit. De basis staat op het punt te ontploffen en Bond bevrijdt Honey die geketend is en op het punt staat te verdrinken. De twee ontsnappen samen in een boot. Ze worden opgepikt door Leiter die inmiddels een marineboot heeft bemachtigd, terwijl ze intussen een romantisch samenzijn hebben.

## Zoektocht naar de Bondacteur
James Bond was niet erg bekend in 1961, het jaar dat de producenten Cubby Broccoli en Harry Saltzman op zoek gingen naar een acteur. Ze zochten een bekend iemand om het personage populairder te maken. Er werd aanvankelijk gekozen voor Cary Grant. Toen bleek dat hij maar aan één film wilde meewerken, viel hij af. Andere acteurs die mogelijk James Bond zouden gaan spelen waren Patric McGoohan, James Mason en David Niven. Die laatste speelde in 1967 alsnog James Bond in de onofficiële Bondfilm Casino Royale.
Ian Fleming zelf wilde graag Noël Coward voor de rol als Dr. Julius No en David Niven voor de rol als James Bond. Hij kende hen persoonlijk. Volgens producer Albert R. Broccoli wilde Fleming zelf het liefst Roger Moore als James Bond. Hij zou uiteindelijk de rol niet krijgen, omdat hij in de succesvolle televisieserie The Saint al de rol van Simon Templar had. Vanaf 1973 zou Moore alsnog in een aantal films Bond spelen.
De producers vonden uiteindelijk Sean Connery, een vrij onbekende acteur in die tijd. Connery moest nog wel gevormd worden. Zijn ruwe stijl van vechtersbaas werd intact gelaten. Hij moest alleen nog leren om zich gemakkelijk tussen de beau monde te bewegen. Dat was voor Connery moeilijk omdat hij van gewone komaf was. Om die reden werd hij door Terence Young meegenomen naar verschillende chique gelegenheden in en rond Londen en leerde hij zich kleden in de dure kledingzaken van Savile Row. In de films is inderdaad te zien dat hij zich gemakkelijk op chique locaties begeeft en zich op zijn gemak voelt in maatpakken. Connery zou later zeggen Terence knocked me into shape with his tailor and T&A suits and all the gear. Connery zou voor zes films meespelen (zeven films wanneer het onofficiële Never Say Never Again wordt meegerekend).

## Iconische scènes
Een aantal scènes in de film zijn beroemd geworden. In de eerste plaats is dat de scène waarin Bond zichzelf introduceert aan het begin van de film tijdens een spel baccarat en de legendarische woorden Bond.... James Bond uitspreekt. Deze introductie zou hij in latere films herhalen. De tweede scène is die waarop hij Honey Rider op het strand ontmoet en haar eerst vanachter de struiken bekijkt en met haar mee zingt waarna ze schrikt en hij tevoorschijn komt. 
De scène waarin Bond wakker wordt met de vogelspin op zijn arm is een van de schaarse momenten waarop er duidelijk angst te zien is op zijn gezicht. Doorgaans gaat Bond heel laconiek om met gevaarlijke situaties. De scènes met de spin zijn deels opgenomen op de arm van een stuntman. Ook is te zien hoe de spin over de bovenarm van Bond loopt maar een oplettende kijker kan zien dat er een glasplaat tussen Bond en de spin zit.
Er was nogal wat kritiek van de fans van de Bondboeken, toen bleek dat Bond in de film professor Dent doodschoot. Hij had hem immers ook gevangen kunnen nemen. In de originele boeken van Ian Fleming heeft Bond juist een afkeer van koelbloedig moorden. De makers van de film zeiden dat deze scène noodzakelijk was om duidelijk te maken dat Bond echt een Licence to Kill heeft. De producenten trokken ook een les uit de kritiek en zouden het doden door Bond vanaf dat moment vaker met een stukje humor doen, bijvoorbeeld in de vorm van een grappige oneliner.
Dr. No wordt pas laat in de film geïntroduceerd en daar wordt in de film langzaam naartoe gewerkt. Dr. No blijft lange tijd onzichtbaar voor de kijker. Bond komt eerst een aantal van zijn handlangers tegen. Dr. Dent komt naar Crab Key maar krijgt de moordopdracht via een luidspreker en als Bond en Honey slapen zijn alleen de benen van Dr. No te zien. Pas bij het diner wordt de hoofdschurk aan de kijker getoond.

## Rolverdeling
| Acteur             | Personage                                 | Opmerkingen                       |
| ------------------ | ----------------------------------------- | --------------------------------- |
| Sean Connery       | James Bond                                |                                   |
| Ursula Andress     | Honey Ryder                               | Stem van Nikki van der Zyl        |
| Jack Lord          | Felix Leiter                              |                                   |
| Joseph Wiseman     | Dr. Julius No                             |                                   |
| Anthony Dawson     | Professor Dent                            |                                   |
| John Kitzmiller    | Quarrel                                   |                                   |
| Bernard Lee        | M                                         |                                   |
| Lois Maxwell       | Miss Moneypenny                           |                                   |
| Zena Marshall      | Miss Taro                                 |                                   |
| Eunice Gayson      | Sylvia Trench                             |                                   |
| Peter Burton       | Majoor Boothroyd/Q                        |                                   |
| Timothy Moxon      | Prof. John Strangways                     | Stem van Robert Rietty, onvermeld |
| Reggie Carter      | Mr. Jones                                 | Vermeld als Reginald Carter       |
| Lester Prendergast | Puss-Feller                               | Onvermeld                         |
| Marguerite LeWars  | Annabel Chung (fotografe)                 | Vermeld als Margaret Le Wars      |
| Dolores Keator     | Mary Trueblood (Strangways' secretaresse) |                                   |
| Louis Blaazer      | Pleydell-Smith                            |                                   |
| Colonel Burton     | Generaal Potter                           |                                   |
| Eric Coverley      | Three Blind Mice huurmoordenaar           | Onvermeld                         |
| Charles Edghill    | Three Blind Mice huurmoordenaar           | Onvermeld                         |
| Henry Lopez        | Three Blind Mice huurmoordenaar           | Onvermeld                         |

## Filmlocaties
- Londen, Engeland
- Pinewood Studio's in Londen, Engeland
- Ocho Rios in Jamaica
- Kingston, Jamaica
- Dunn's River Falls in Jamaica
- Reynolds Bauxite Pier gelegen in Ocho Rios te Jamaica

## Verschillen boek en film
De plotlijn van het boek wordt in grote lijnen trouw gevolgd, met hier en daar afwijkingen in de details.
In de roman werkte Dr No samen met de Russen. Omdat de spanningen tussen de Verenigde Staten en Rusland toenamen met in 1961 de Invasie in de Varkensbaai en het conflict te gevoelig zou liggen, werd besloten om Dr No voor SPECTRE te laten werken. De Cubacrisis die bijna een atoomoorlog zou veroorzaken vond plaats in dezelfde maand als de Engelse première van de film. De Amerikaanse première werd zelfs uitgesteld vanwege deze crisis. De introductie van SPECTRE in de film is een beetje raar omdat deze organisatie pas in het boek Thunderball gebruikt werd en mogelijk niet bedacht is door Ian Fleming maar door Kevin McClory die later de concurrerende Bondfilm Never Say Never Again zou produceren. Zie daarvoor de Thunderball-controverse.
Dr No's belangrijkste doel was het verstoren van Amerikaanse raketproeven, terwijl hij zich in de film ook opmaakt om een ruimtevlucht te saboteren. In de roman was hij kaal, met twee mechanische klauwen omdat zijn handen door de Tong waren afgehakt. In de film heeft hij vol zwart haar en twee mechanische ijzeren handen, omdat hij de eigen verloor door radio-actieve straling. In de roman was de dekmantel van Dr No's schuilplaats een guano-handel. In de film een bauxiet-mijn.
Andere verschillen zijn:
- In de roman tracht men Bond te vermoorden met een duizendpoot. Omdat een duizendpoot voor de meeste kijkers niet als gevaarlijk zou worden gezien koos men voor een vogelspin. Vogelspinnen zijn echter, op enkele uitzonderingen na, niet agressief en de beet is de meeste gevallen alleen maar pijnlijk.
- Felix Leiter en Professor Dent kwamen in de roman niet voor. De scène in het huis van Miss Taro is ook nieuw.
- In het boek is Honeychile Rider naakt als ze op het strand verschijnt. Ze draagt alleen een riem met een mes. Bond vergelijkt haar met de De Geboorte van Venus van Sandro Botticelli. In de film heeft ze een bikini aan.

Het einde van de film verschilt sterk met dat van de roman.
- In de roman wordt Bond gedwongen een parcours vol valstrikken af te leggen, om het uiteindelijk zelfs op te nemen tegen een reuzeninktvis. Dit parcours werd door Dr. No gebouwd als hindernisbaan om op een sadistische manier iemands uithoudingsvermogen te testen. Dit was niet te filmen, en daarom is te zien hoe Bond uit zijn cel ontsnapt via een ventilatierooster en zijn weg door allerlei tunnels moet zoeken. Dat hij overspoeld wordt door water, de buis soms heet is en er vreemde geluiden te horen zijn is voor de kijker die het boek niet kent niet goed te begrijpen.
- In de roman wordt Dr No door Bond gedood door hem onder de guano te begraven. In de film valt Dr No in kokend en mogelijk ook radio-actief water.
- In de roman wordt Honey vastgebonden om door een krabbentrek te worden opgegeten. Dit bleek niet te filmen omdat de krabben zich niet naar wens gedroegen. Honey zit daarom in de film vastgebonden in afwachting van de vloed.

## Muziek
Het James Bond thema en de filmmuziek voor Dr. No werden gecomponeerd door Monty Norman. John Barry arrangeerde het James Bond thema uiteindelijk voor de film, maar zijn naam stond niet bij de aftiteling. Al jaren wordt geruzied om wie nu het thema heeft gecomponeerd, omdat er ook geruchten zijn dat juist Barry het heeft gecomponeerd. Het Dr. No-thema werd gecomponeerd door de Jamaicaan Charles Malcolm maar hij wordt niet op de aftiteling genoemd.
Tijdens de film is meermaals het nummer Under the Mango Tree, gecomponeerd door Monty Norman, te horen in verschillende versies. Dit wordt gespeeld Byron Lee & the Dragonaires die ook het nummer Kingston Calypso en Jump Up spelen. Op het strand neuriet Honey Rider het en Bond zingt het een stukje mee. Byron Lee en zijn band spelen ook het nummer Three Blind Mice waarmee de drie moordende bedelaars worden geïntroduceerd. Dit is oorspronkelijk een slaapliedje dat al uit 1609 stamt.

## Bondgirls
De belangrijkste bondgirl, Honey Rider, werd gekozen zonder casting. Julie Christie en Anita Ekberg kwamen in aanmerking maar er werd gekozen voor Ursula Andress. Ze was op haar uiterlijk gekozen maar bleek niet goed te kunnen acteren en ook van haar Zwitsers-Duitse-accent was men niet gecharmeerd. Haar stem werd daarom later ingesproken door Nikki van der Zyl die ook van andere vrouwen de stem zou inspreken. Andress werd later nog vaak verkozen tot knapste bondgirl ooit. Ondanks de kritiek op haar acteerkunst is ze een van de weinige bondgirls die hierna een flitsende filmcarrière zou opbouwen. De scène waarin Honey Rider uit het water komt zou legendarisch worden en werd in 2002 nog een keer nagedaan door Halle Berry in Die Another Day. In Casino Royale (2006) komt Bond op dezelfde manier uit zee.
Sylvia Trench, gespeeld door Eunice Gayson is de eerste bondgirl in de film. Oorspronkelijk was het plan dat ze steeds terug zou keren in de vervolgfilms. Miss Taro, gespeeld door Zena Marshall speelt een geraffineerde bondgirl die eerst niet opvalt maar een gevaarlijke handlanger van Dr. No blijkt te zijn.
Andere vrouwen zijn Marguerite Lewis als fotografe en Michelle Mok die verpleegster speelt. Mok was Miss Hong Kong in 1958.

## Achtergronden
- Oorspronkelijk schiet James Bond met een Beretta. Hij moet zijn Beretta in het begin van de film inruilen voor de Walther PPK - PPK/S. Tot Tomorrow Never Dies (1997) heeft hij in bijna elke film dit wapen gebruikt. Hij krijgt dit wapen van major Boothroyd. Dit is een verwijzing naar Geoffrey Boothroyd, een wapenexpert en Bond-liefhebber, die een brief aan Fleming had geschreven om de Walther PPK aan te raden.
- De auto's die in de film gebruikt worden zijn een Chevrolet Bel Air uit 1957 en een Sunbeam Alpine. Alleen in die laatste rijdt Bond zelf. Deze auto bevat geen gadgets. In de film worden sowieso geen gadgets gebruikt.
- In Portugal, Italië en Zweden bevatte de titel van de film de woorden Licence to Kill. Dit zorgde voor een probleem bij het uitkomen van de zestiende film, toen die film ook Licence to Kill bleek te gaan heten.
- Aan het begin van de film, waarin James Bond te zien is met een pistool, vanuit een loop van een ander pistool (de bekende "gunbarrel"-scène, die aan het begin van elke Bondfilm te zien is), is niet Sean Connery te zien, maar de stuntman Bob Simmons. Pas in Thunderball deed Connery deze scène zelf.
- In de film neemt Bond een kijkje bij het portret van de Hertog van Wellington, wat is geschilderd door Francisco Goya. Het zou hangen in de eetkamer van Dr. No. Dit was een grapje, want het schilderij was in werkelijkheid gestolen voordat de film werd gemaakt. Overigens werd het schilderij in 1965 weer terug gevonden.
- Er is ook een stripverhaal verschenen, gebaseerd op de film. Het werd getekend door Norman Nodel en uitgegeven door DC Comics.

## Fouten in de film
Dr. No was een film met een laag budget. Uiteraard bevat deze dan ook een groot aantal slordigheden. Zo is er af en toe een microfoon in beeld, verwisselen voorwerpen van hand of verandert de kleding. Een paar bijzondere fouten zijn toch de moeite waard om te benoemen:
- M zegt in de film dat hij het hoofd van de MI7 is. Volgens de boeken is hij echter het hoofd van de MI6. Dit gedeelte van de film is later opnieuw ingesproken. M zegt dus MI6 maar je hoort MI7. Dit is vreemd want later in de film wordt er weer gewoon over MI6 gesproken.
- Een tweede fout in de tekst is het adres van Miss Taro. Ze nodigt Bond uit aan Magenta Drive 239 maar wanneer Bond een taxi bestelt noemt hij het huisnummer 2171.
- Tijdens het gevecht met Quarrel raapt Bond zijn pistool op. Hij heeft het echter nooit getrokken tijdens het gevecht dus kan het ook niet op de grond gevallen zijn.
- Wanneer Bond professor Dent doodschiet doet hij dit met een FN Browning i.p.v. zijn Walter PPK.
- In de ondergrondse woning van Dr. No is een onderwater-uitzicht op het koraalrif te zien. Dit is een filmprojectie maar men zag te laat dat de beelden van de vissen te groot waren. Dr. No legt uit dat het glas als een lens werkt waardoor de vissen zo groot lijken.